# Leszek Kubanek
Leszek Kubanek (ur. 2 sierpnia 1926 w Krakowie, zm. 7 lipca 1999 tamże) – polski aktor.

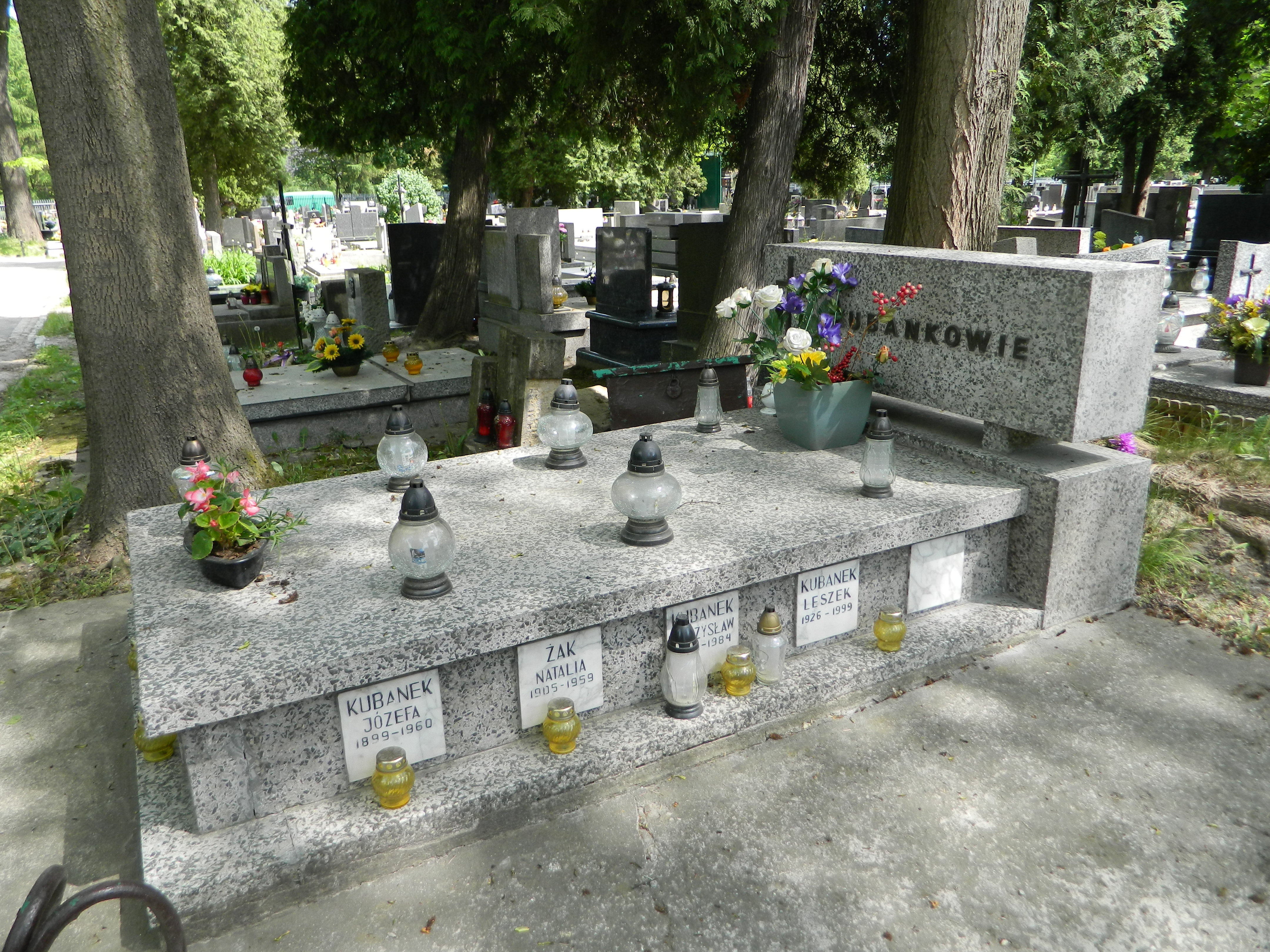
Grób Leszka Kubanka na cmentarzu Rakowickim w Krakowie (kwatera XLIV, rząd – zach., miejsce 6)

## Filmografia
- 1961 – Złoto.
- 1965 – Niekochana – dozorca.
- 1976 – Noc w wielkim mieście.
- 1976 – Ocalić miasto – kanalarz Karpiel.
- 1977 – Wodzirej – ajent restauracji.
- 1978 – ...Gdziekolwiek jesteś panie prezydencie....
- 1978 – Do krwi ostatniej... – Leon Bukojemski
- 1979 – Do krwi ostatniej (serial) – Leon Bukojemski
- 1983 – Austeria – ksiądz.
- 1984 – Rycerze i rabusie – sędzia.
- 1986 – Pogrzeb lwa – strażnik Lutke.
- 1986 – Pierścień i róża – wielki kanclerz.
- 1986 – Pierścień i róża (serial) – wielki kanclerz.
- 1988 – I skrzypce przestały grać.